# 戀愛獵人
《戀愛獵人》（恋愛ハンター）是日本女子偶像組合早安少女組。的第49張單曲，於2012年4月11日由zetima發行。

## 概要
- 《戀愛獵人》是早安少女組。五期成員新垣里沙和八期成員光井愛佳的畢業單曲。
- 此單曲有6個版本，分別有「初回生産限定盤A - D」、「CD ONLY」和「新垣里沙畢業記念盤」。「初回生産限定盤A - C」收錄了《戀愛獵人》的PV。
- 與前兩作相同，八期成員光井愛佳因腳傷而沒有參與《戀愛獵人》的PV Dance Shot部份。
- 「新垣里沙畢業記念盤」收錄了女歌手松浦亞彌的《笑顏和淚 ～THANK YOU! DEAR MY FRIENDS～》，為成員新垣里沙的獨唱曲，此单曲亦是繼《玩笑般的戀愛》和《真心盼望地球和平! / 想和他一起開店!》後第三張推出兩種不同的版本的單曲。
- 在4月23日於Oricon公信榜單曲週榜取得第3名。
- 此外，此單曲於4月13日於公信榜單曲日榜取得第1名。

## 收錄内容

### CD

#### 初回生産限定盤A - D, CD ONLY
1. 戀愛獵人
（作詞、作曲：淳君  編曲：平田祥一郎）
2. 有你有我（私がいて 君がいる）
（作詞、作曲：淳君  編曲：板垣祐介）
3. 戀愛獵人(Instrumental)

#### 新垣里沙畢業記念盤
1. 戀愛獵人
2. 有你有我
3. 笑顏和淚 ～THANK YOU! DEAR MY FRIENDS～
（作詞、作曲：淳君  編曲：大久保薫）
新垣里沙主唱
4. 戀愛獵人(Instrumental)

### DVD

#### 初回生産限定盤A
1. 戀愛獵人（Close-up Ver.）

#### 初回生産限定盤B
1. 戀愛獵人（Dance Shot Ver. 1）

#### 初回生産限定盤C
1. 戀愛獵人（Dance Shot Ver. 2）